# Trophée d'aviation Gordon Bennett
Cet article possède un paronyme, voir Coupe Gordon Bennett.
Le Trophée d'Aviation Gordon Bennett était une ancienne compétition internationale de course aérienne organisée par James Gordon Bennett Jr, le propriétaire et éditeur américain du journal le New York Herald. Le trophée est l'un des trois prix Gordon Bennett : Bennett était également le parrain d'une course automobile et d'un concours de ballons libres.
Les règles de la compétition étaient les mêmes que celles du Trophée Schneider pour hydravions: le pays hôte était la nation qui avait remporté la course précédente, et le trophée est remporté définitivement par la nation dont l'équipe a remporté la course à trois reprises. En conséquence, après les victoires de Védrines en 1912, Prévost en 1913 et Sadi-Lecointe en 1920, le trophée est devenu la possession permanente de l'Aéro-Club de France.

## Histoire
La première édition en 1909 a eu lieu dans le cadre de la Grande Semaine d'Aviation tenue à Reims en France. Les participants devaient effectuer de 2 tours de 10 kilomètres chacun. Le gagnant de l'épreuve, Glenn Curtiss, remportant un trophée en argent d’une valeur de 12 500 francs, ainsi qu'une somme d’argent s’élevant à 2 000 francs.

## Vainqueurs de la coupe Gordon Bennett

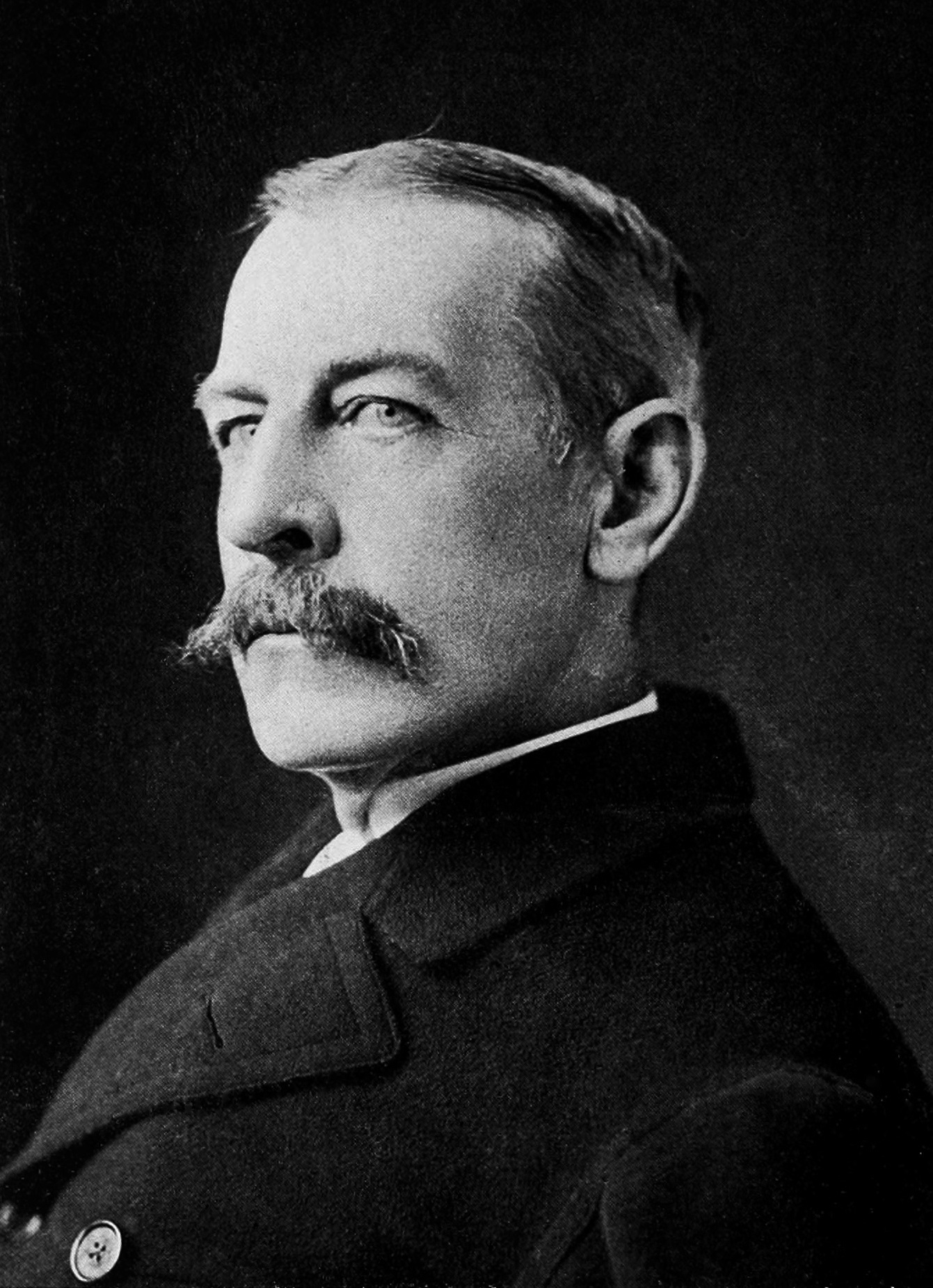
Portrait de James Gordon Bennett, Jr.

| Année | Nation victorieuse                            | Pilote                                        | Avion                                           | Temps                                         | Distance                                      | Lieu                                          |
| ----- | --------------------------------------------- | --------------------------------------------- | ----------------------------------------------- | --------------------------------------------- | --------------------------------------------- | --------------------------------------------- |
| 1909  | États-Unis                                    | Glenn Curtiss                                 | Curtiss-Herring n° 1, à moteur V8 de 60 chevaux | 15 min 50.6 s                                 | 20 km                                         | Reims, France                                 |
| 1910  | Royaume-Uni                                   | Claude Grahame-White                          | Blériot XI                                      | 1 h 1 min 4.74 s                              | 100 km                                        | Elmont, États-Unis                            |
| 1911  | États-Unis                                    | Charles Weymann                               | Nieuport II                                     | 1 h 11 min 36.2 s                             | 150 km                                        | Eastchurch, Royaume-Uni                       |
| 1912  | France                                        | Jules Védrines                                | Deperdussin Monocoque                           | 1 h 10 min 56 s                               | 200 km                                        | Clearing, États-Unis                          |
| 1913  | France                                        | Maurice Prévost                               | Deperdussin Monocoque                           | 59 min 45.6 s                                 | 200 km                                        | Reims, France                                 |
| 1914  | Annulé à cause de la Première Guerre mondiale | Annulé à cause de la Première Guerre mondiale | Annulé à cause de la Première Guerre mondiale   | Annulé à cause de la Première Guerre mondiale | Annulé à cause de la Première Guerre mondiale | Annulé à cause de la Première Guerre mondiale |
| 1920  | France                                        | Joseph Sadi-Lecointe                          | Nieuport 29                                     | 1 h 6 min 17.2 s                              | 300 km                                        | Orléans, France                               |

## Résultats

### 1909
| Pos. | Pilote                  | Avion                                           | Temps/Abandon |
| ---- | ----------------------- | ----------------------------------------------- | ------------- |
| 1    | Glenn Curtiss           | Curtiss-Herring n° 1, à moteur V8 de 60 chevaux | 15 min 50.4 s |
| 2    | Louis Blériot           | Blériot XII                                     | 15 min 56.2 s |
| 3    | Hubert Latham           | Antoinette VII                                  | 17 min 32 s   |
| 4    | Eugène Lefebvre         | Wright Model A                                  | 20 min 47.6 s |
| 5    | George Bertram Cockburn | Farman III                                      | Abd           |

### 1910
| Pos. | Pilote               | Avion          | Temps/Abandon      |
| ---- | -------------------- | -------------- | ------------------ |
| 1    | Claude Grahame-White | Blériot XI     | 1 h 1 min 4.74 s   |
| 2    | John Moisant         | Blériot XI     | 1 h 57 min 44.85 s |
| 3    | Alexander Ogilvie    | Wright Model R | 2 h 6 min 36 s     |
| 4    | Hubert Latham        | Antoinette     | 5 h 48 min 53 s    |
| 5    | Alfred Leblanc       | Blériot XI     | Abd                |
| 6    | John Drexel          | Blériot XI     | Abd                |
| 7    | Walter Brookins      | Wright Model R | DNF                |

### 1911
| Pos. | Pilote                 | Avion          | Temps/Abandon  |
| ---- | ---------------------- | -------------- | -------------- |
| 1    | Charles Terres Weymann | Nieuport II    | 71 min 36.2 s  |
| 2    | Alfred Leblanc         | Blériot XXIII  | 73 min 40.2 s  |
| 3    | Édouard Nieuport       | Nieuport II    | 74 min 37.2s   |
| 4    | Alexander Ogilvie      | Wright Model R | 109 min 10.4 s |
| 5    | Gustav Hamel           | Blériot XXIII  | Abd            |
| 6    | Louis Chevalier        | Nieuport II    | DNF            |

### 1912
| Pos. | Pilote          | Avion                 | Temps/Abandon |
| ---- | --------------- | --------------------- | ------------- |
| 1    | Jules Védrines  | Deperdussin Monocoque | 70 min 56 s   |
| 2    | Maurice Prévost | Deperdussin Monocoque | 72 min 55     |
| 3    | André Frey      | Hanriot               | Abd           |

### 1913
| Pos. | Pilote          | Avion                 | Temps/Abandon |
| ---- | --------------- | --------------------- | ------------- |
| 1    | Maurice Prévost | Deperdussin Monocoque | 59 min 45.6 s |
| 2    | Émile Védrines  | Ponnier D.III         | 60 min 51.4 s |
| 3    | Eugène Gilbert  | Deperdussin Monocoque | 62 min 55 s   |
| 4    | Henri Crombez   | Deperdussin Monocoque | 69 min 52 s   |

### 1920
| Pos. | Pilote                     | Avion                  | Temps/Abandon    |
| ---- | -------------------------- | ---------------------- | ---------------- |
| 1    | Joseph Sadi-Lecointe       | Nieuport-Delage NiD.29 | 1 h 6 min 17.2 s |
| 2    | Bernard Barny de Romanet   | SPAD S.XX              | 1 h 39 min 6.9 s |
| 3    | Rudolph W. Schroeder       | Verville-Packard R-1   | Abd              |
| 4    | Frederick Phillips Raynham | Deperdussin Monocoque  | DNF              |
| 5    | Howard Rinehart            | Dayton-Wright Racer    | DNF              |